# هوتو
هوتوها(به انگلیسی: Hutu) یا اباهوتوها یکی از گروه‌های نژادی آفریقای مرکزی هستند که به‌طور عمده در رواندا و بوروندی زندگی می‌کنند.
هوتوها یکی از سه گروه‌های نژادی بزرگ در رواندا و بروندی می‌باشند به‌طور یکه طبق اطلاعات سازمان سیا ۸۴ درصد مردم رواندا و ۸۵ درصد مردم بروندی از این گروه می‌باشند. هرچند که بر طبق منابع دیگر درصدهای مختلفی برای این مورد ذکر شده‌است. این گروه برای اولین بار در قرن ۱۱ میلادی وارد افریقا شدند و در منطقه‌ای که هم‌اکنون کشور چاد در آن واقع شده‌است سکنی گزیدند.